# Beilschmiedia madang
Beilschmiedia madang är en lagerväxtart som beskrevs av Carl Ludwig von Blume. Beilschmiedia madang ingår i släktet Beilschmiedia och familjen lagerväxter. Inga underarter finns listade i Catalogue of Life.